# Grupo Desportivo da Gafanha
O Grupo Desportivo da Gafanha é um club desportivo português, localizado na cidade da Gafanha da Nazaré, concelho de Ílhavo, distrito de Aveiro.

## História
O clube foi fundado em 1957 e o atual Presidente do Clube é Dinis Gandarinho. A equipa de seniores de futebol participará, na época de 2023-2024, na 1ª Divisão Distrital de Aveiro.

## Palmarés
Campeão - Campeonato de Elite - Associação de Futebol de Aveiro - 1999/00
Taça da Associação de Futebol de Aveiro - 1993/94; 1998/99

## Modalidades
- Atletismo

- Basquetebol

Época 2019/2020
Masculinos:
Seniores - III Campeonato Nacional 2.ª Divisão - Zona Norte D
Futebol
Época
Seniores - Distrital de Aveiro - Campeonato Sabseg - Divisão de Elite
Juniores -  Campeonato Nacional da II Divisão de Sub 19 - Série C
Juvenis - Campeonato Distrital da I Divisão de Sub 17 (Associação de Futebol de Aveiro)
Iniciados - Campeonato Nacional de Sub 15 - Série C
- Gafanha "B" - Campeonato Distrital da I Divisão
Infantis B - Campeonato Distrital - Premium Sul (Associação de Futebol de Aveiro)
- Futsal

Época 2020/2021
Seniores - Campeonato I Divisão Distrital Grande Hotel de Luso - Zona Sul - Associação de Futebol de Aveiro
Juniores - Campeonato Distrital da 1.ª Divisão - Zona Sul (Associação de Futebol de Aveiro)
Juvenis - Campeonato Distrital da 1.ª Divisão - Zona Sul (Associação de Futebol de Aveiro)
Iniciados - Campeonato Distrital da 1.ª Divisão - Zona Sul (Associação de Futebol de Aveiro)
Infantis - Campeonato Distrital da 1.ª Divisão - Zona Sul (Associação de Futebol de Aveiro)

## Estádio
O clube realiza os seus jogos de futebol no Complexo Desportivo da Gafanha.

## Pavilhão
O clube realiza os seus jogos de futsal no Pavilhão Desportivo "Teresa Machado" da Escola Secundária da Gafanha da Nazaré e os de basquetebol no Pavilhão Desportivo da Escola Básica do 2.º e 3.º Ciclo da Gafanha da Nazaré

## Marca do equipamento e patrocínio (Equipa Sénior de Futebol)
A equipa utiliza equipamento da marca Caracal e tem o patrocínio de Câmara Municipal de Ílhavo.

## Plantel atual
Atualizado em 1 de setembro de 2015.
|ta1=  
|tgr1=  
|fis1=  
|mas1=  Manuel Calisto
|out1_cargo= DD
|out1=  
|out2_cargo= DI
|out2=  
}}